# Оямадзуми-дзиндзя
Оямадзуми-дзиндзя (яп. 大山祇神社) — древнее синтоистское святилище (дзиндзя) в Японии. Храм находится в поселении Мияура на острове Омисима во Внутреннем Японском море, примерно в 50 километрах к юго-востоку от Хиросимы. Относится к городу Имабари в префектуре Эхиме. Синтоистское святилище было основано в 594 году, храм посвящён Ооямацуми, старшему брату японской богини солнца Аматэрасу, богу гор, морей и войн. Храм был местом паломничества самураев, которые оставляли оружие и доспехи в качестве жертвы, и является своеобразным музеем оружия. Самые древние экспонируемые вооружения датируются X веком и составляют 80% самурайских артефактов, утверждённых как национальные сокровища Японии и важные культурные ценности Японии. В коллекции находятся массивных одати, достигающие 180 сантиметров в длину и массы почти пять килограммов, различные доспехи, оружие, шлемы и массивные бронзовые зеркала, некоторые из которых принадлежали известным деятелям Японии, среди которых первый сёгун Минамото-но Ёритомо, японская воительница XII века Томоэ Годзэн. Доспехи домару, которые хранятся в храме Оямадзуми, считаются доспехами, которые носила в бою Цурухимэ, которую из-за претензий на божественное вдохновение в сочетании с боевыми навыками её сравнивают с Жанной д’Арк. 
Цурухимэ родилась в 1526 году. Она была дочерью Охори Ясумоти, настоятеля Оямадзуми-дзиндзя в провинции Иё. В то время острову Омисима угрожал Оути Ёситака (1507—1551), владевший регионами Кюсю и Тюгоку. В 1534 году началась война между родом Оути и родом Коно из региона Сикоку, который владел храмом Оямадзуми. Два старших брата Цурухимэ погибли на войне, а когда ей было 16 лет, её отец умер от болезни, и она унаследовала должность настоятеля. С детства Цурухимэ занималась боевыми искусствами, и когда род Оути в 1541 году в первый раз напал на остров Омисима, она возглавила вооружённое сопротивление. Она провозгласила себя аватаром Мёдзина из Мисимы (三島明神), могущественного ками святилища. Во главе армии она отбросила войска Оути обратно в море.
Оямадзуми-дзиндзя организует фестивали и шествия в честь Цурухимэ. Возглавляет шествие женщина, одетая в костюм «Цурухимэ». Проводятся гонки на лодках кайдэммасэн. На праздник приезжает много людей.
На территории храма находится природный памятник «Группа кусуноки Оямазуми-дзиндзя» (大山祇神社のクスノキ群). Двести самых старых кусуноки (камфорных деревьев) Японии окружают святилище, в том числе два возрастом 2600 (Отиномикото, 乎千命御手植の楠) и 3000 лет (Нойнхоси, ныне мёртвое), украшенные священными веревками Симэнава из почтения к их возрасту.
Гохондэн (御本殿), или главное здание храма, было перестроено в 1378 году после пожара, вызванного войной, представляет собой яркий пример архитектуры нагарэ-дзукури (流造, «текущий стиль»). Под крышей, сделанной из коры хиноки (кипарисовика туполистного), декоративные изделия из дерева, украшенные цветами, украшают поперечные балки храма.
Святилище Оямазуми-дзиндзя пользовалось большим уважением со стороны императорского двора, в период Нара (710—794) его филиалы существовали по всей Японии.
Морской музей Оямадзуми-дзиндзя (大山祇神社海事博物館, Мемориальный зал Хаяма, 葉山記念館) был открыт в 1954 году для музейного хранения судна Hayama Maru (葉山丸), годзабунэ (императорской лодки), на котором император Хирохито изучал морскую биологию. Судно водоизмещением 16 т было построено в 1934 году на военно-морском арсенале Императорского флота Японии в Йокосуке для сбора проб. Было оборудовано лебёдкой для подводной выемки грунта, выполняло важную роль до 1941 года, когда начались бои на тихоокеанском театре военных действий Второй мировой войны. Во время Второй мировой войны использовалась как тренировочное судно в Военной академии Императорского флота Японии в Этадзиме. В период оккупации Японии судно было реквизировано Союзными войсками и служило как патрульное судно в Береговой охране Японии. В 1950 году судно было передано на императорскую виллу в Хаяме. Судно использовалось для изучения глубоководных зон и пополнения коллекции различных морских организмов.  Император посещал Морскую биологическую станцию Мисаки Токийского университета в городе Миура на судне Hayama Maru.
- Тории Оямазуми-дзиндзя
- Нойнхоси[яп.] — кусуноки (камфорное дерево) Оямазуми-дзиндзя возрастом 3000 лет
- Морской музей Оямадзуми-дзиндзя